# Rui Vasques da Fonseca
Rui Vasques da Fonseca (1240 -?) foi um Cavaleiro medieval que pertenceu à antiga aristocracia portuguesa. Foi representante do rei D. Dinis nas Cortes de Castela, tendo sido Vassalo do infante D. Afonso Sanches, cujo partido veio a tomar contra D. Dinis.

## Relações familiares
Foi filho de Vasco Mendes da Fonseca (1220 -?) e de Maria Martins das Medãs, filha de Martins Sanches de Meadas e de Dórdia de Aguiar. Casou com Maria Gonçalves de Moreira, filha de Gonçalo Rodrigues da Moreira e de Margarida Martins do Amaral, de quem teve:
1. Lourenço Roiz da Fonseca (1250 -?), alcaide-mór de Olivença casou com Aldonça Anes Botelho.
2. Pedro Rodrigues da Fonseca (1260 -?) casou com Maior Esteves.
3. Mendo Rodrigues Fonseca casado com Constança Gil Peixoto.
4. Maior Roiz Moreira da Fonseca ou Mor Roiz da Fonseca casada com Fernão Gomes de Carvalho.